# Vicente Simón Foj
Vicente Simón Foj (Sogorb, 1 de març de 1969) és un exfutbolista valencià, que ocupava la posició de davanter.
Debuta a primera divisió el 2 de desembre de 1990, en partit del seu equip, el CE Castelló, contra el Sevilla FC. En total hi jugaria tres partits eixa temporada. A l'any següent, amb el conjunt de la Plana a la Segona Divisió, hi va aparèixer en dues ocasions.